# Música tradicional
La música tradicional comprèn les músiques populars genuïnes. En aquest àmbit actua el Consell internacional de la Música tradicional (CIMT).
La música tradicional forma una part important del folklore de cada comunitat i els processos de fusió amb altres formes musicals (per exemple els ritmes afroamericans) han contribuït de manera primordial a la creació de la música popular actual.

## Gèneres
Els gèneres musicals tradicionals es poden classificar de diferents maneres. Es pot fer des d'un punt de vista geogràfic en referència a l'origen de cada gènere. Tot i així, en la majoria de casos els gèneres han ultrapassat les fronteres i malgrat tenir origen localitzat no és estrany trobar-ne mostres arreu. Cal dir també que molts gèneres musicals perden o reajusten la primera identitat en funció de les adaptacions que se'n fan. Per exemple, sovint es troben cants aflamencats però que rítmicament no s'hi corresponen.

### Als Països Catalans
A Catalunya hi ha gèneres musicals de llarga tradició, com la sardana, que es remunta al segle xviii, la corranda o els goigs, que originàriament estaven dedicats a lloar la Mare de Déu. Altres gèneres són les havaneres, que van arribar a través dels navegants que comerciaven amb Cuba; la jota, que es balla i canta en tota mena de circumstàncies i amb coreografies diferents; la rumba flamenca o la rumba catalana, que van desenvolupar els gitanos catalans.
Alguns gèneres musicals són la sardana, la corranda, els goigs, les havaneres, la jota, la rumba catalana, el garrotín, la patacada i el flamenc, per exemple. Els gèneres musicals tradicionals es barregen cada vegada més amb noves aportacions que no tenen a veure amb la tradició. Música tradicional i tecnologia semblen una proposta de futur. La música folk de diferents procedències aposta per fusionar-se i readaptar-se.